# Сан Маркос (Калифорнија)
Сан Маркос (енгл. San Marcos) град је у америчкој савезној држави Калифорнија. По попису становништва из 2010. у њему је живело 83.781 становника.

## Демографија
Према попису становништва из 2010. у граду је живело 83.781 становника, што је 28.804 (52,4%) становника више него 2000. године.
| Група             | 2000.          | 2010.          |
| Белци             | 29.617 (53,9%) | 40.736 (48,6%) |
| Афроамериканци    | 1.099 (2,0%)   | 1.967 (2,3%)   |
| Азијати           | 2.567 (4,7%)   | 7.518 (9,0%)   |
| Хиспаноамериканци | 20.271 (36,9%) | 30.697 (36,6%) |
| Укупно            | 54.977         | 83.781         |